# Ptychoidie

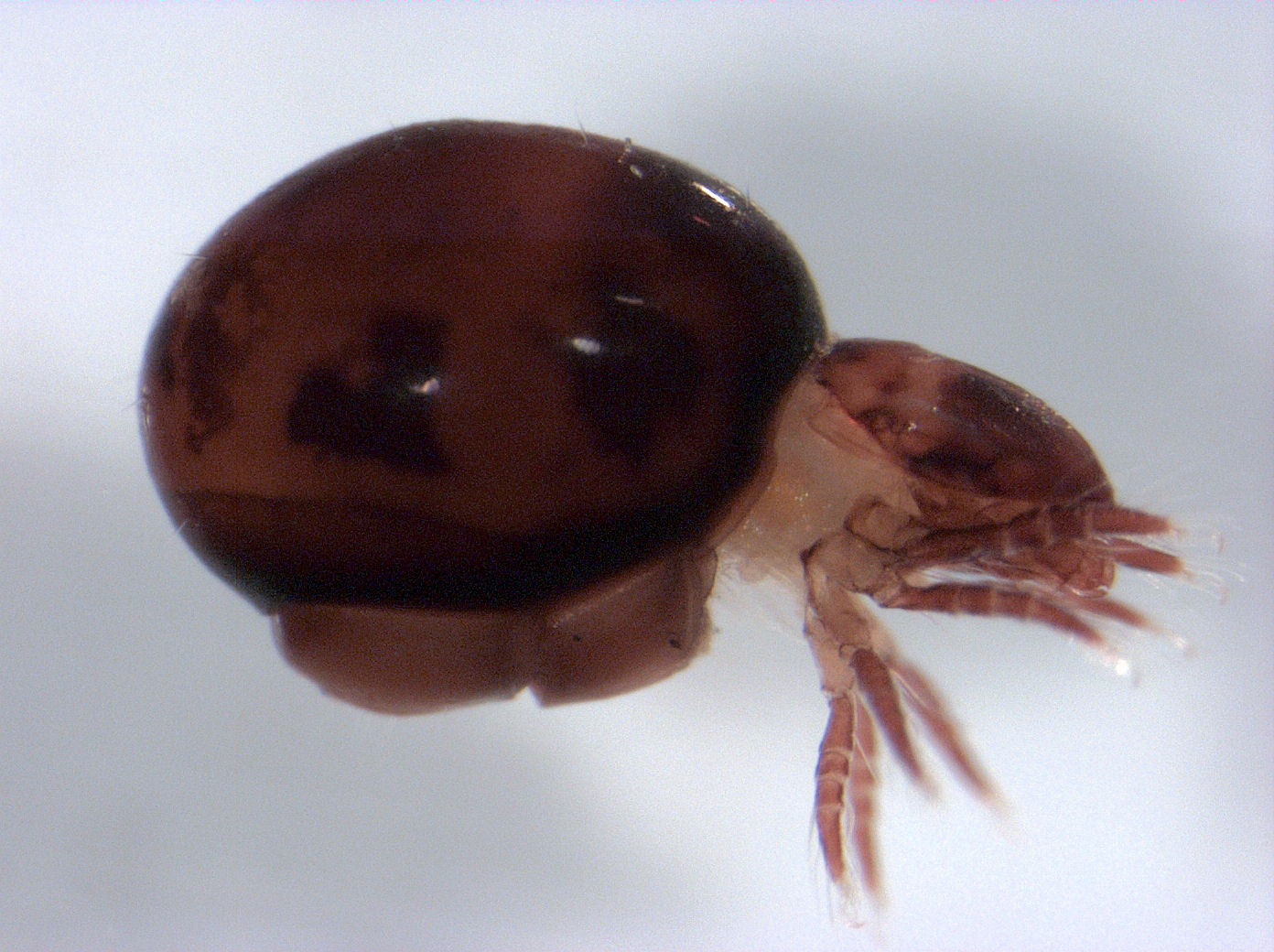
Die acht Beine der Milbe Arphthicarus heterotrichus können komplett in das Idiosoma eingezogen werden. Das Prodorsum, das den Kopf bedeckt, dient als Verschlussklappe und gibt der Milbe in Abwehrstellung ein kugel- bzw. eiförmiges Aussehen.

Ptychoidie ist der bei einigen Gruppen der Hornmilben entwickelte Abwehrmechanismus, bei dem die Beine und weichhäutigen Gelenke komplett in eine Vertiefung des Körpers eingezogen werden können. Das Prodorsum dient als Verschlusskappe und gibt der Milbe in Defensivstellung ein kugelförmiges Aussehen. Diese Einkapselung dient dem Fraßschutz.
Ptychoidie ist eine sehr komplexe morphologische Anpassung. Sie wird einerseits durch die Zweiteilung des Rückenpanzers (Dichoidie) ermöglicht, andererseits durch das Zusammenspiel einer Vielzahl von Muskelgruppen. Um die mechanische Funktionsfähigkeit zu gewährleisten, spielt die Lage der Muskeln zueinander eine wichtige Rolle. Da die Ptychoidie in der Evolution der Milben mehrmals entstanden ist, gibt es auch einige Unterschiede in den Mechanismen, die bei verschiedenen Milbengruppen auftreten.
Um die Funktionsmorphologie für die ptychoiden Abwehrmechanismen aufzuklären, werden verschiedene mikroskopische Techniken, wie Rasterelektronenmikroskopie und Synchrotron-Röntgen-Mikrotomographie (SRµCT) angewandt.
Exoskeletale und muskuläre Anpassungen zur Einkapselung sind bei den Hornmilben mindestens drei Mal unabhängig voneinander entstanden. Zwei Familien aus der Gruppe der Enarthronotides, die Protoplophoridae und die Mesoplophoridae, haben die Ptychoidie unabhängig voneinander entwickelt. Alle anderen Familien mit ptychoiden Abwehrreaktionen gehören zu den beiden Überfamilien Phthiracaroidea und Euphthiracaroidea aus der Gruppe der Ptyctima, die eine gemeinsame Entwicklung der morphologischen Strukturen zur Abkapselung zeigen.
Einige Milbenarten aus der Familie Oribotritiidae (Überfamilie Euphthiracaroidea) können sich durch einen plötzlichen Sprung rückwärts einer drohenden Gefahr entziehen. Nach dem Absprung ziehen sie die Beine ein und landen wie ein Ball außerhalb der Gefahrenzone.